# Бермудские Острова на летних Олимпийских играх 1948
Бермуды принимали участие в Летних Олимпийских играх 1948 года в Лондоне (Великобритания) во второй раз за свою историю, но не завоевали ни одной медали. Сборную страны представляли 12 спортсменов, из них две женщины, выступившие в трёх видах спорта.

## Участники по видам спорта

### Лёгкая атлетика
Мужчины
- Фрэнк Махони
100 м: предварительный забег
Эстафета 4 х 100 метров: предварительный раунд

- Стэнли Лайнс
100 м: предварительный забег
200 м: Зпредварительный забег
Эстафета 4 х 100 метров: предварительный раунд

- Перри Джонсон
100 м: предварительный забег
200 м: предварительный забег
Эстафета 4 х 100 метров: предварительный раунд

- Хаззард Дилл
200 м: предварительный забег
400 м: предварительный забег
Эстафета 4 х 100 метров: предварительный раунд

Женщины
- Филлис Лайтборн-Джонс
100 метров: полуфинал
200 метров: полуфинал
Прыжки в длину: выбыл из квалификации

- Филлис Эднесс
100 метров: предварительный забег
200 метров: предварительный забег

### Плавание
Мужчины
- Дерек Оутвэй
100 м вольный стиль: предварительные заплывы
400 м вольный стиль: предварительные заплывы
1500 м вольный стиль: предварительные заплывы
эстафета 4 х 200 метров вольным стилем: предварительный раунд

- Роберт Кук
400 м вольный стиль: предварительные заплывы
эстафета 4 х 200 метров вольным стилем: предварительный раунд

- Уолтер Барджетт
400 м вольный стиль: предварительные заплывы
эстафета 4 х 200 метров вольным стилем: предварительный раунд

- Филипп Трибли
1500 м вольный стиль: предварительные заплывы
эстафета 4 х 200 метров вольным стилем: предварительный раунд

- Дональд Шэнкс
100 м на спине: предварительные заплывы

### Прыжки в воду
Мужчины
- Фрэнк Гослинг
Трамплин 3 м: 10 место